# الهه موالی زاده
الهه موالی زاده جامعه‌شناس، فعال حقوق زنان و مدرس دانشگاه ایرانی و شهردار سابق اهواز است.
وی دانش‌آموخته دکتری جامعه‌شناسی از دانشگاه پونا است و تا سال ۱۳۹۷ عضو هیئت علمی گروه علوم اجتماعی دانشگاه شهید چمران اهواز بود و سمت‌هایی همچون عضویت در دوره اول شورای اسلامی شهر اهواز، یک سال شهرداری منطقه ۲ اهواز، مشاور اسبق امور بانوان سازمان آب و برق خوزستان، رئیس هیئت اسکیت استان خوزستان، مدیر کل امور بانوان و خانواده استانداری خوزستان، مشاور استاندار در امور بانوان و خانواده را در پیشینه خود دارد.

## شرکت در انتخابات مجلس
موالی زاده در آذر ماه ۱۳۹۴ جهت شرکت در انتخابات مجلس دهم، از سمت مدیر کل امور بانوان و خانواده استانداری خوزستان استعفا داد ولی چندی بعد پس از اعلام انصراف از کاندیداتوری مجلس، توسط عبدالحسین مقتدایی استاندار خوزستان، به سمت مشاور امور بانوان استانداری منصوب گردید.
وی دلیل خود جهت انصراف از کاندیداتوری را داشتن برنامه ای راهبردی یک ساله جهت توانمند سازی زنان خصوصاً زنان عشایر، در استان اعلام کرد.

## فعالیت‌ها
- احداث موزه زن و دفاع مقدس[۱۷]
- احداث پارک‌های ویژه بانوان[۱۸][۱۹][۲۰]
- برگزاری المپیاد اسکیت برای اولین بار در خوزستان[۲۱]